# James Sevier Conway

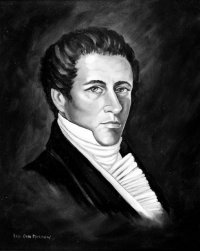
James Sevier Conway

James Sevier Conway, född 9 december 1798 i Greene County, Tennessee, död 3 mars 1855 i Lafayette County, Arkansas, var en amerikansk demokratisk politiker. Han var den första guvernören i delstaten Arkansas 1836-1840.
Conway flyttade 1820 till Arkansasterritoriet. Han var med om att grunda staden Little Rock och köpte en plantage i Lafayette County.
När Arkansas 1836 blev delstat, valdes Conway till guvernör. Efter fyra år i ämbetet återvände han till sin plantage. Han efterträddes som guvernör av Archibald Yell. Familjekyrkogården i Lafayette County, där också James Sevier Conways grav finns, heter numera Conway Cemetery Historic State Park.
Conways bror Elias Nelson Conway var den femte guvernören i Arkansas 1852-1860.